# Fiat 1300
La Fiat 1300/1500 è un'automobile prodotta dalla casa automobilistica Italiana FIAT dal 1961 al 1967, in due motorizzazioni, la "1300" di 1295 cm³ da 65 CV, e la "1500" di 1481 cm³ erogante 72 CV.

## Il contesto

La squadra di calcio della Juventus in visita alla linea di montaggio della 1300, nei primi anni sessanta.

Col lancio di tale modello la Fiat coprì la fetta di mercato, allora vacante, nella gamma intermedia tra Fiat 1100 (di cui ricalcava le dimensioni) e Fiat 1800 (sorella minore delle 2100 e 2300).
La casa automobilistica presentò nell'aprile del 1961 una prima versione berlina che, come la tedesca NSU Prinz versione 4, del medesimo anno, s'ispirava all'originale design della coeva Chevrolet Corvair (a sua volta derivata dalla Corvette), ricalcandone anzitutto la soluzione stilistica dei "due gusci" sovrapposti, uniti a livello della linea di cintura, evidenziata da un profilo cromato perimetrale continuo; altre evidenti analogie le luci posteriori circolari separate, il lunotto panoramico sovrastato dal grondino sporgente e l'adozione dei quattro fari circolari, disposti a coppie orizzontali (in questo differenziandosi dalla Prinz), identici a quelli adottati dalla coeva ammiraglia Fiat 2300. Il prezzo di listino venne fissato a 1.190.000 lire per la 1300 e 1.265.000 per la 1500.
La progettazione e la sperimentazione furono condotte con rigore: furono costruiti 19 prototipi, ciascuno percorse nei test dai 60.000 ai 120.000 chilometri, affrontando condizioni climatiche (caldo e freddo) e ambientali estreme. Trasmissioni e cambi furono testati a regimi e coppie massime molto superiori a quelli di normale esercizio, le sospensioni e gli organi meccanici subirono prove gravose. Anche il dipartimento aeronautico della Casa (Fiat Aviazione) diede il suo contributo, in particolare per studiare le vibrazioni e la rigidità torsionale della scocca. Ne conseguì, ad esempio una riduzione da otto a dieci volte delle vibrazioni del cofano e dei parafanghi, attorno al compartimento motore, grazie a irrobustimenti del fondo del pianale.
La ragione di prove tanto accurate era che, con l'apertura del mercato comune e la cessazione dei dazi doganali, il modello avrebbe dovuto misurarsi sul terreno domestico con vari concorrenti europei, e parimenti essere esportato e venduto in molti paesi esteri, cosa che poi in effetti avvenne con buoni risultati commerciali.

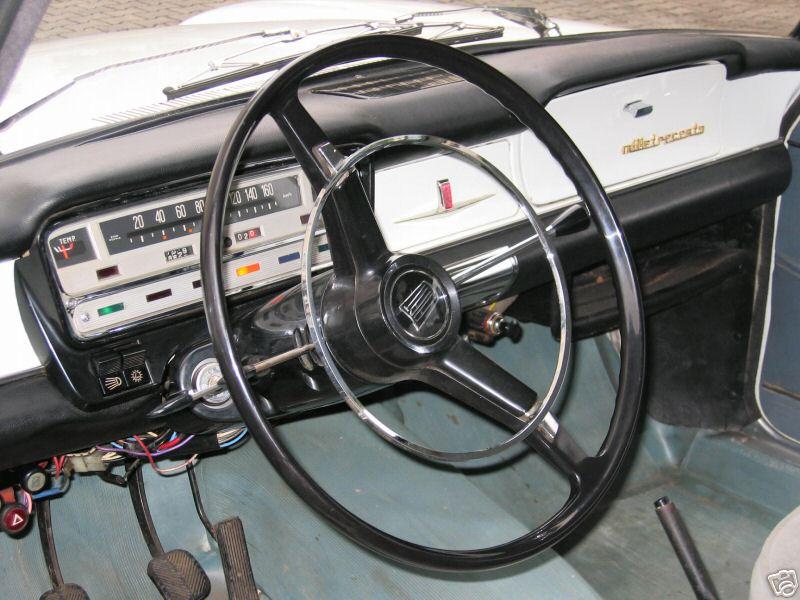
Il cruscotto

La vettura veniva equipaggiata con un cambio manuale a 4 marce, con comando al volante, e sulle ruote anteriori disponeva di freni a disco, secondo modello italiano di serie a esserne dotato dopo la Lancia Flavia (la quale però aveva anche i freni posteriori a disco). 
Il propulsore, declinato nelle due cilindrate, per quanto, a detta di riviste del settore, del tutto simile nello schema a quello della Fiat 1100, derivava secondo alcune fonti dal sei cilindri dei modelli Fiat 1800/2100/2300, per utilizzare il maggior numero di componenti comuni e soprattutto le stesse attrezzature produttive. Si trattò di fatto di uno dei primi esempi di "motori modulari".
Sia il volante, a semicalice, sia il cambio (con leva ad angolo variabile) erano contraddistinti da un design nettamente più moderno delle precedenti berline, quali la Fiat 1100. Gli interni erano poi caratterizzati da una maggiore cura nei dettagli e nelle finiture rispetto anche a modelli FIAT di categoria superiore, quali la Fiat 1800, tanto che già a partire dalla versione base erano utilizzati dei rivestimenti in pregevole tessuto anziché in skai per ricoprire la selleria.
Pochi mesi dopo l'introduzione del modello berlina, in concomitanza con lo svolgimento del Salone dell'automobile di Torino, venne presentata la versione familiare caratterizzata dal mantenere le dimensioni esterne della berlina (4,03 m × 1,54 m × 1,36 m) ma nel contempo un padiglione allungato e un portellone posteriore.
Nel corso dell'anno 1962, l'autovettura in questione venne adottata in numeri cospicui da corpi statali, e in particolare, nella più potente versione 1500, dalla Polizia.
Il propulsore della Fiat 1500 venne anche installato su una versione taxi col corpo vettura della più grande e pesante Fiat 1800 B (la 2100 era uscita di scena sostituita dalla 2300). Dopo qualche mese, sulla stessa falsariga venne offerta ai privati la 1500L ("lunga") con motore da 72 CV, mentre la versione omologata taxi veniva modificata nel motore, "depotenziato" a 60 CV, nell'intento di ridurne consumi e costo di gestione, sebbene a scapito delle prestazioni. Considerato l'utilizzo prevalente dei taxi in ambito urbano e perciò a basse velocità, la perdita di potenza era tollerabile. In entrambi i casi le vetture erano tuttavia quasi indistinguibili dalla Fiat 1800/1800B/2100, tranne che per l'assenza delle corniere sui cerchi ruota, dei profili verticali cromati lungo i finestrini, e la strumentazione leggermente semplificata (solo la 2300 coi suoi 4 fari se ne discostava nettamente). Perciò andrebbero più propriamente catalogate come tarde varianti di tale modello. Va evidenziato che i taxi sopravvissero nell'uso quotidiano molto più a lungo dei modelli a uso privato da cui derivavano, e nei primi anni 80 erano ancora diffusi nelle piccole località turistiche dell'Italia centrale, specie dell'Umbria (ad esempio Assisi).
Nel frattempo ci si era resi conto che l'essere la 1300 e la 1500 esteticamente identiche nuoceva all'immagine e alle vendite della cilindrata maggiore. Per questo, nel corso del 1964, venne immesso il modello 1500 C, con motore potenziato a 75 CV per una velocità massima effettiva a 155 km/h, contraddistinto dall'adozione del servofreno, ma soprattutto dal passo allungato a 2,50 m, allo scopo di aumentare lo spazio per le gambe dei passeggeri posteriori. I 10 cm in più erano distribuiti sulla luce della porta posteriore, cioè dopo il montante centrale, a beneficio anche dell'accessibilità. Le modifiche esterne di maggiore entità riguardarono invece i due gruppi ottici posteriori (sul modello 1300/1500 erano costituiti da due coppie di luci circolari affiancate orizzontalmente, mentre sulla 1500 C da tre luci di foggia lineare sovrapposte verticalmente in un blocco compatto), gli indicatori di direzione (di dimensioni maggiori sul modello 1500 C), il bocchettone della benzina (nella versione base a vista con tappo cromato sotto il gruppo ottico posteriore sinistro, nel modello 1500 C all'interno di uno sportellino sulla fiancata sinistra), e l'adozione sulla carrozzeria della stessa autovettura di un profilo cromato che si estendeva per tutta la larghezza della griglia frontale (di fatto molto simile a quella adottata sul modello 1100R, uscito due anni dopo).

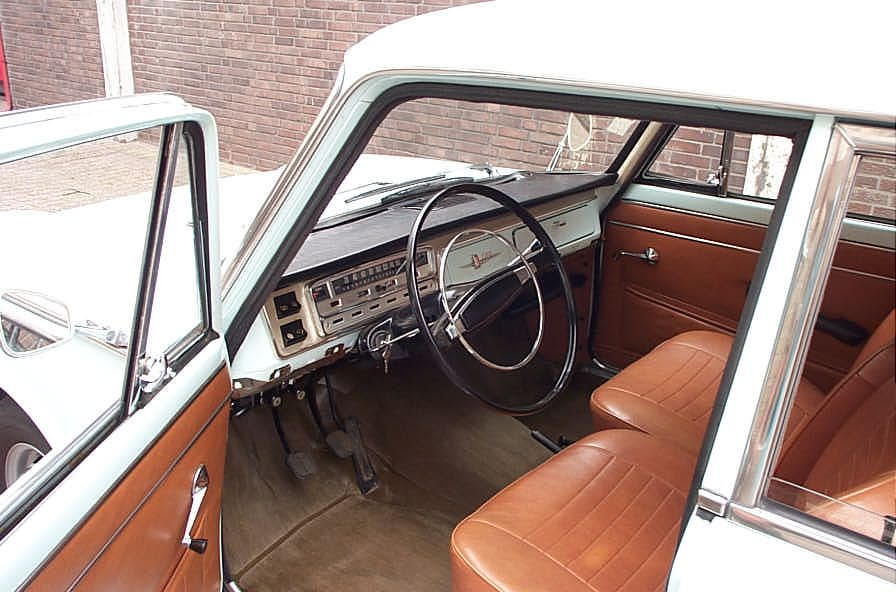
Gli interni della 1500 C

Le modifiche agli interni riguardarono principalmente la plancia e il volante, di disegno più moderno, caratterizzato da linee tese ed essenziali. Caratteristico il profilo nero imbottito alla base della plancia per tutta la sua lunghezza, sicuramente con pretese antinfortunistiche oltre che estetiche. Nuovi anche i pannelli delle portiere con i braccioli imbottiti e il bracciolo centrale posteriore, mutuato dalle berline di gamma superiore. Accurato il meccanismo dei sedili anteriori, con doppia regolazione dell'inclinazione, micrometrica a vite oppure rapida agendo sulla medesima leva, e possibilità di abbattimento completo a creare un'unica superficie col sedile posteriore, quale giaciglio di fortuna. Interessante la soluzione tecnica del tettuccio apribile scorrevole, accessorio a richiesta, soprattutto per i mercati esteri. L'apertura del medesimo avveniva ruotando e tirando verso il retro una maniglia cromata. Le cinture di sicurezza, solo anteriori, erano statiche, con sgancio a leva. Il prezzo di listino fu fissato in 1.250.000 lire.
La berlina 1500 "passo corto" venne tolta dalla gamma, mentre rimase la variante familiare in entrambe le cilindrate. La Fiat 1300 berlina rimase in produzione fino al 1966, successivamente sostituita nel suo segmento dal modello Fiat 124, sviluppato su un pianale completamente nuovo, mentre la versione 1500 C andò in pensione circa un anno più tardi, sostituito dalla Fiat 125. Alla sua erede la 1500 C donò, in particolare, il pianale, la meccanica dello sterzo, e lo schema costruttivo delle sospensioni posteriori a balestre. Si verificò quindi la situazione anomala per cui la Fiat 125, pur essendo più recente e di fascia più alta della 124, era in realtà tecnicamente più datata.
Malgrado l'uscita dai listini italiani, dopo meno di sette anni, talune produzioni su licenza all'estero continuarono per parecchio tempo ancora: la jugoslava Zastava assemblò la vettura sino al 1979 in oltre 200.000 esemplari.
Altre costruzioni su licenza, coeve all'italiana e con adattamenti minori, si ebbero in Germania (Fiat Neckar), Spagna (SEAT), Argentina (Fiat Concord).
Nel corso degli anni settanta, erano ancora numerosi gli esemplari di tale modello in circolazione sulle strade italiane, ma entro la fine degli anni ottanta essi scomparvero praticamente del tutto, falcidiati dall'obsolescenza tecnica ed estetica, dagli incentivi economici alla rottamazione e a causa della acuta esposizione alla corrosione, problema condiviso da quasi tutti i veicoli italiani del Gruppo Fiat di quegli anni. Ne erano fortemente soggetti gli scatolati (ove l'umidità ristagnava per inadeguatezza dei fori di drenaggio) con conseguenze potenzialmente pericolose in corrispondenza delle saldature delle sezioni portanti (quali cedimenti improvvisi e asimmetrici sull'avantreno); altrettanto esposti a corrosione, ancorché non forieri di incidenti, lo specchio del bagagliaio, i parafanghi e lamiere adiacenti, soprattutto gli anteriori privi di un passaruota avvolgente e i conseguenti accumuli di fanghiglia mista a sale grosso negli angoli interni di raccordo alle lamiere dell'abitacolo, fin sotto la zona dei montanti del parabrezza e della paratia anteriore tagliafuoco.
Ciononostante, parecchie automobili finirono mestamente dai demolitori ancora in discrete condizioni e senza un accentuato logorio meccanico, mentre in altri paesi europei, dove il collezionismo aveva già preso piede, è stato frequente vedere tali vetture conservate con maggiore sensibilità storica, o addirittura, per altre ragioni, mantenute in circolazione in Europa dell'Est fino a tempi molto più recenti, favorite proprio dalla coesistenza dei modelli prodotti su licenza FIAT e dalla conseguente disponibilità sul mercato locale di tutti i ricambi.

## Le derivate
A partire dal 1963, il motore del modello 1500 (dapprima nella versione erogante 72 CV, e successivamente in quella da 75 CV) equipaggiò anche la Fiat "1500 cabriolet", evoluzione della "Fiat 1200 Cabriolet" del 1959, concepita dall'estro di Pininfarina quale versione scoperta della Fiat 1100 (da cui derivava, in realtà, il telaio).
Nel 1962, la Ghia propose una propria versione della Fiat 1500, la Fiat 1500 GT, una coupé dall'interasse leggermente accorciato, 234,5 cm al posto di 242, e all'avantreno un tubo metallico Gilco. La caratteristica calandra ricorda molto i progetti Ghia precedenti. Dal 1964 la vettura fu venduta come Ghia 1500 GT. 
Non è chiaro se la vettura sia stata costruita presso la Ghia o l'OSI. Il numero dichiarato di 846 unità sembrerebbe indicare una produzione presso l'OSI.
La versione del modello "1500" (poi affiancata dalle versioni "1600 S" con motore bialbero a camme in testa OSCA) rimase in produzione fino all'anno 1966, totalizzando una produzione di circa 22.000 esemplari.
Tale modello, a partire dallo stesso anno, venne sostituito nella gamma Fiat dell'epoca, dalla nuova spider, che in massima parte mutuava la meccanica del modello Fiat 124.
Questi modelli vennero costruiti per qualche tempo anche in Germania, sulla base di una accordo commerciale stipulato dalla casa madre con la NSU, e ne vennero utilizzati telaio e il propulsore anche per la realizzazione di alcune versioni coupé disegnate dalla SIATA. Altri carrozzieri che realizzarono coupé e cabriolet fuoriserie derivate dalle 1300 e 1500 furono Moretti e Vignale.

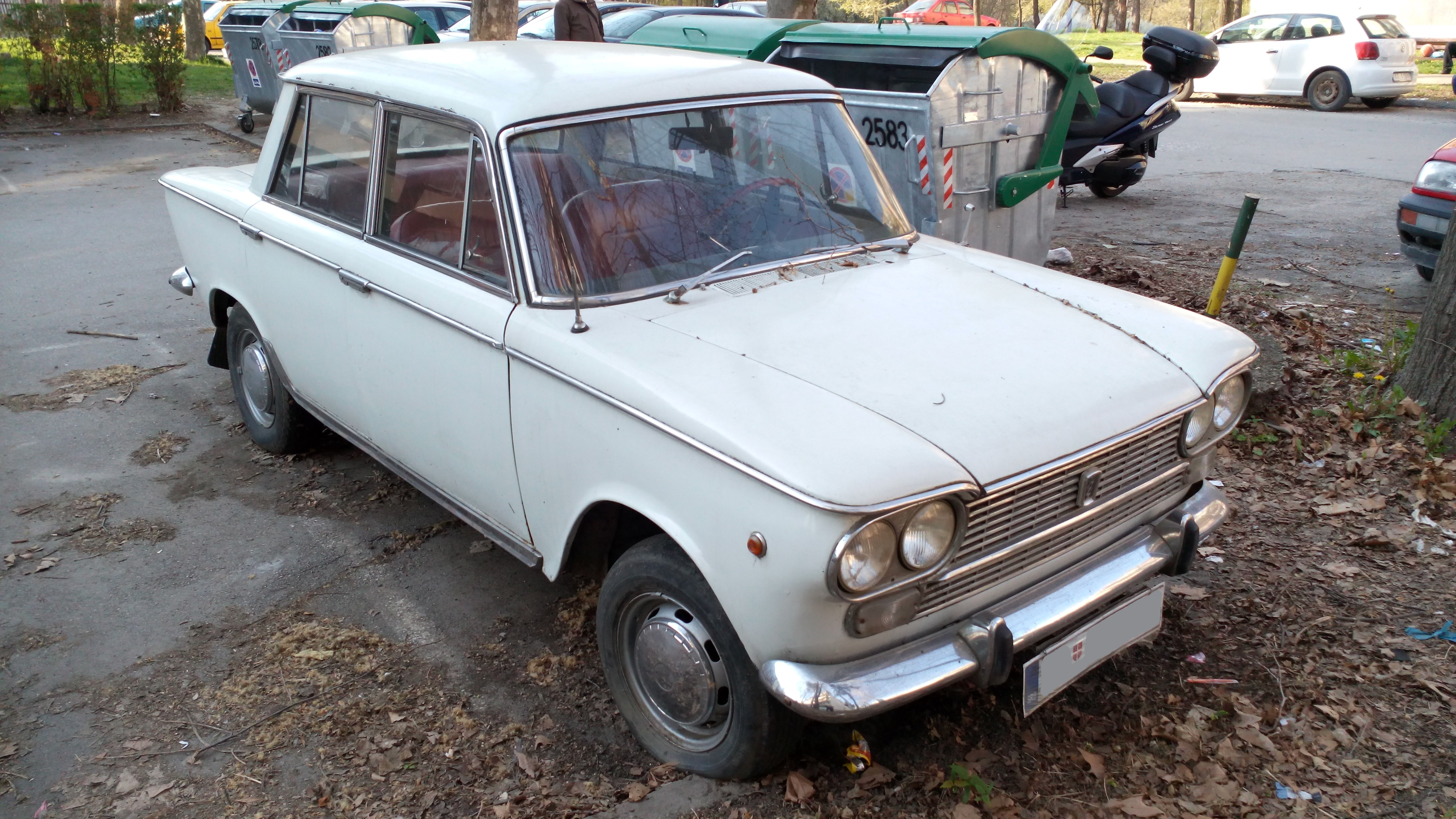
Zastava 1300

In ottemperanza ad accordi commerciali stipulati dalla Fiat con la Jugoslavia, la Fiat 1300 venne anche prodotta in loco, ovviamente su licenza, dalla locale casa automobilistica Zastava come "Zastava 1300", e tale modello era strutturalmente identico alla versione prodotta in Italia dalla casa madre.
In Spagna invece la 1500 venne fabbricata su licenza dalla casa automobilistica SEAT, e veniva identificata come "SEAT 1500", benché il corpo vettura fosse in realtà quello della Fiat 1800, ma equipaggiato con il motore della "Fiat 1500".

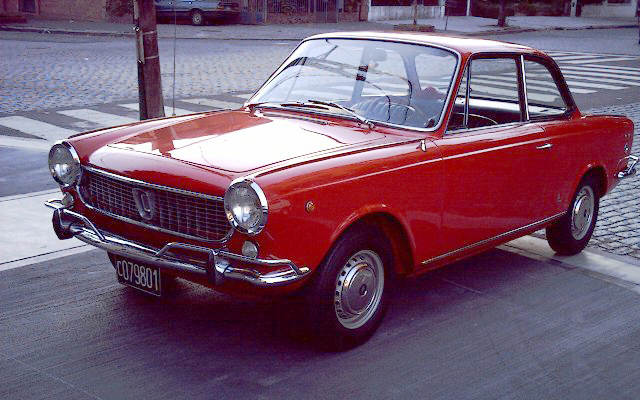
Fiat 1500 Coupé Vignale

In Argentina invece, la vettura denominata "1500", che ebbe vita lunga, era praticamente identica alla versione italiana, salvo per dei sottili profili tubolari cromati sui paraurti, allo scopo di alzare la linea dei medesimi (più formalmente che ai fini della effettiva protezione), in analogia con quanto avvenuto negli USA con il Maggiolino VW in ossequio alle successive norme di sicurezza. Venne offerta anche una variante coupé realizzata dalla carrozzeria Vignale, diversa dalla fuoriserie italiana.
Il pianale della vettura fu utilizzato come base per l'allestimento del successivo modello "125" che, oltre a essere contraddistinto dall'adozione di una differente carrozzeria e da una nuova meccanica (nella versione italiana), presentava anche una sospensione posteriore di foggia diversa. Il ponte rigido rimase sostanzialmente quello della "1500 C" ma privato della barra antirollio presente nella progenitrice, sostituita da una coppia di biellette longitudinali che collegavano il ponte al pianale, utilizzate per migliorare la precisione di guida. La Casa rimarcava curiosamente questo dettaglio nelle brochure della vettura nelle sue varie versioni, parlando di un cosiddetto "schema a quadrilatero".
La versione della "125" prodotta in Polonia, vale a dire il modello Polski Fiat 125p, venne equipaggiato ancora a lungo con i più economici motori della "Fiat 1300", e della "Fiat 1500" e con la sospensione originale della 1500, mentre in Argentina, fu prima prodotta una vettura denominata "1600" con la carrozzeria del 125 prima serie, ma con sospensione posteriore della 1300-1500 e un motore sviluppato localmente che altro non era il motore della 1500 elevato a 1600 cc. Successivamente il modello adottò, nome, motore e sospensioni della 125 (seconda serie).

### Galleria d'immagini

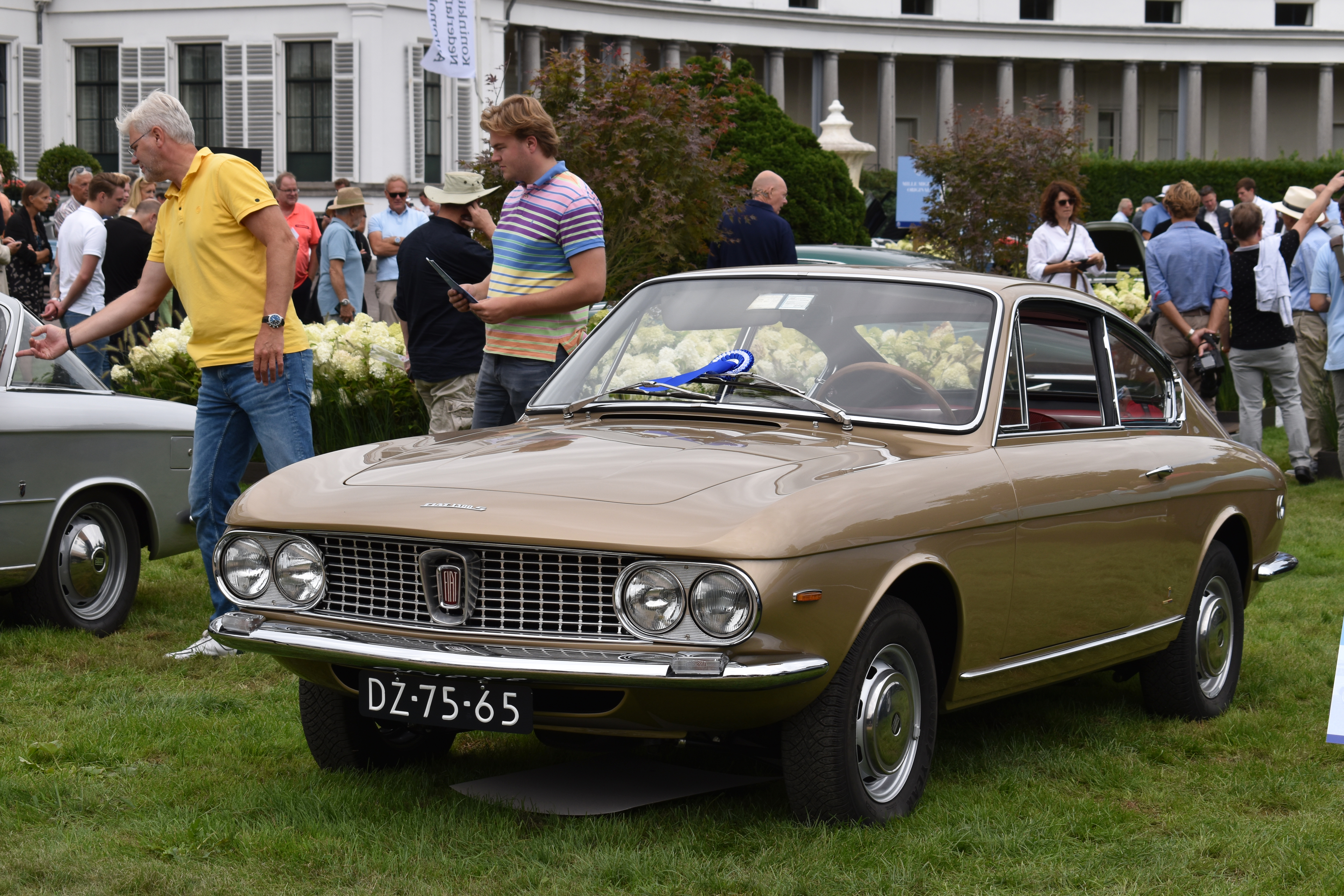
Fiat 1300 Coupé Vignale
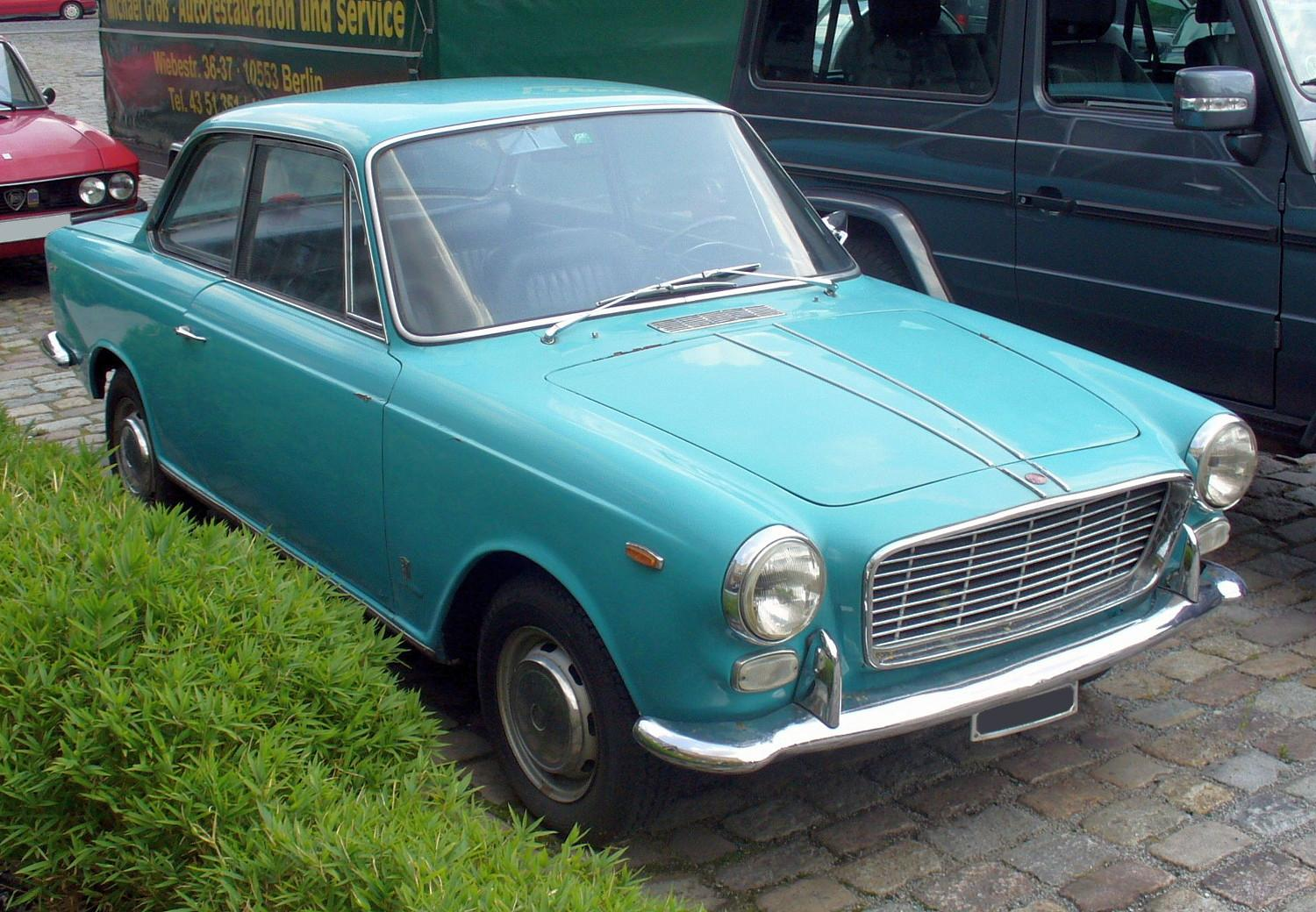
Fiat 1500 Coupé Vignale
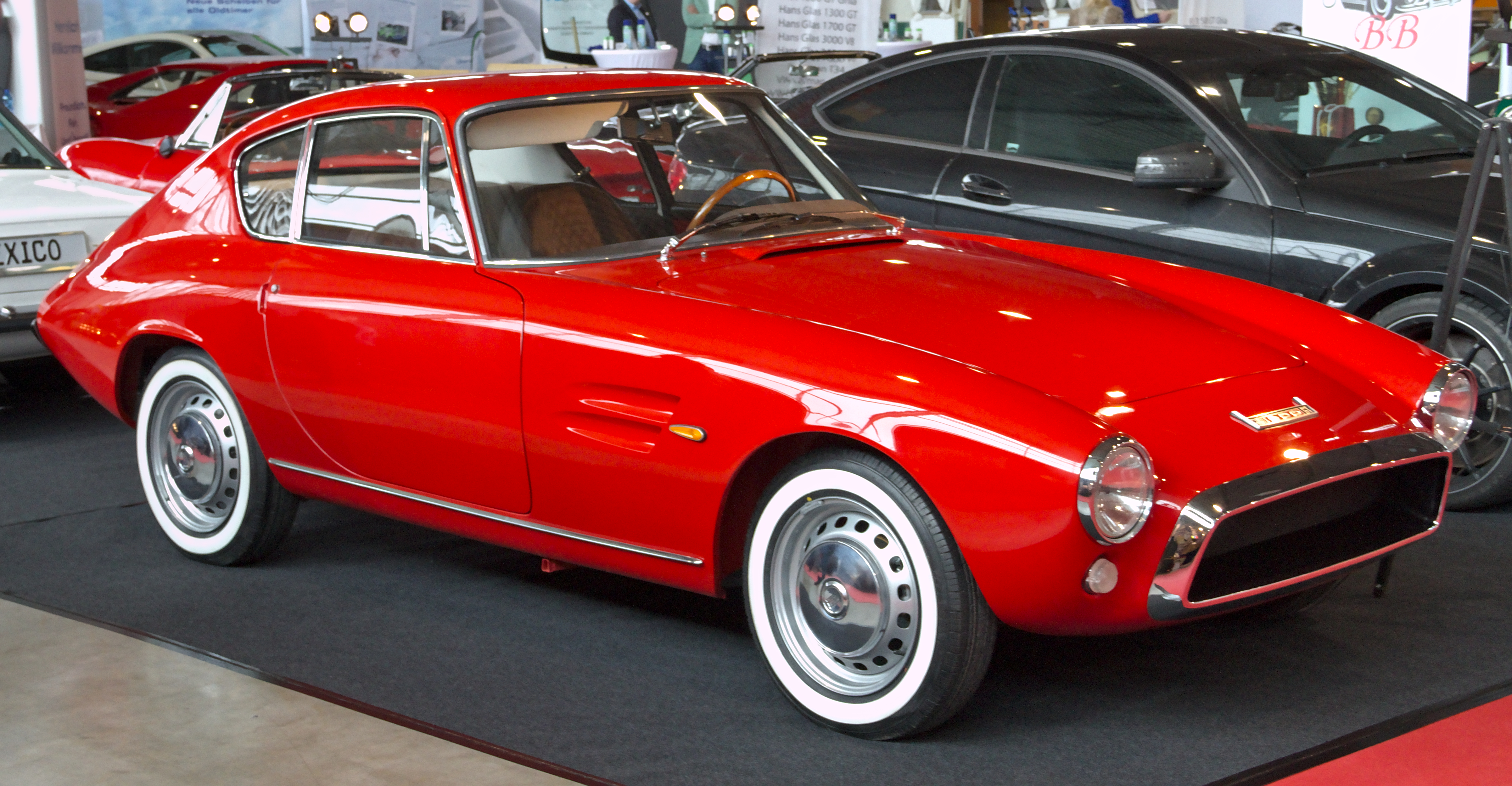
Fiat 1500 GT Ghia
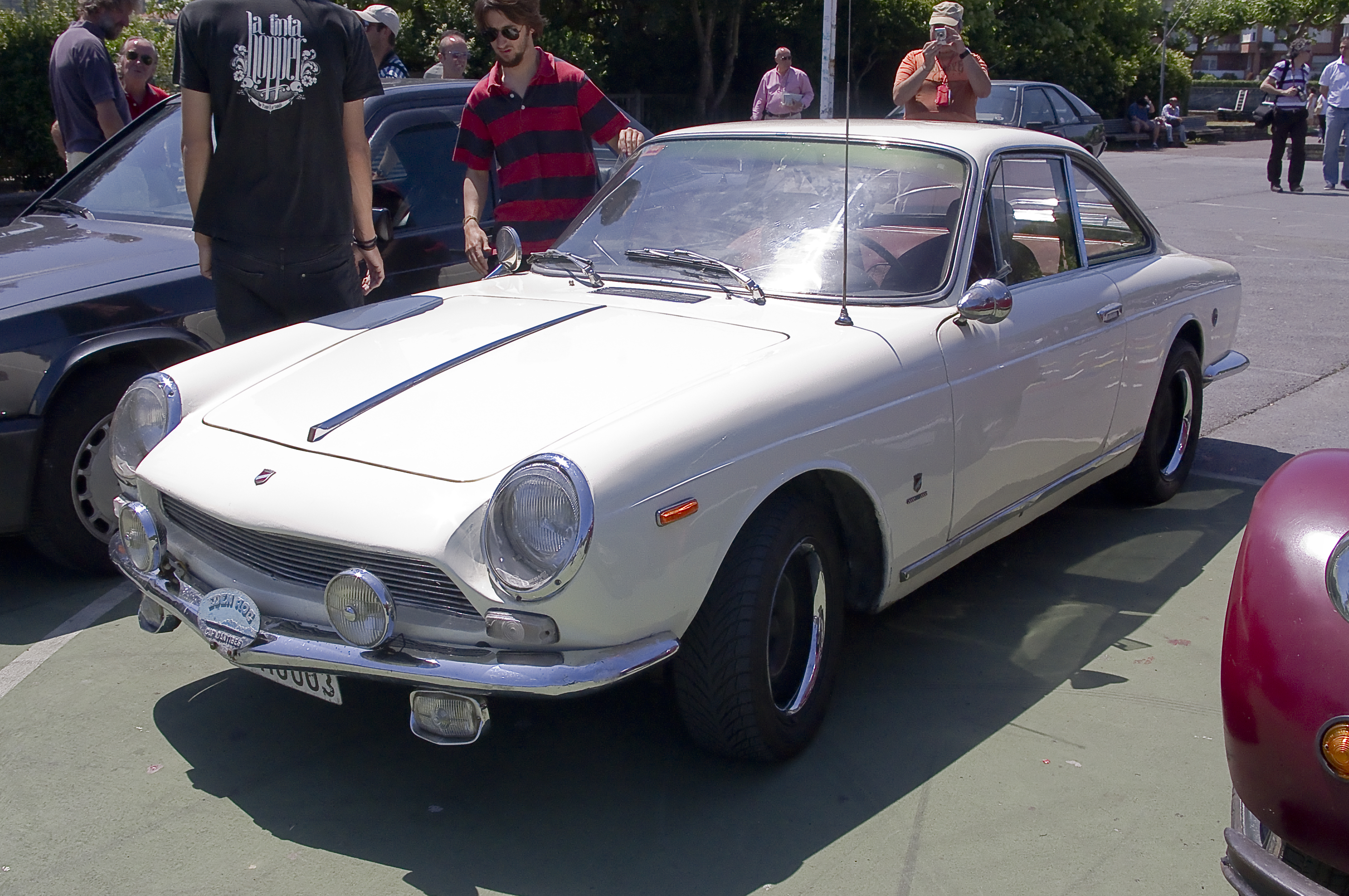
Fiat 1500 SS Moretti
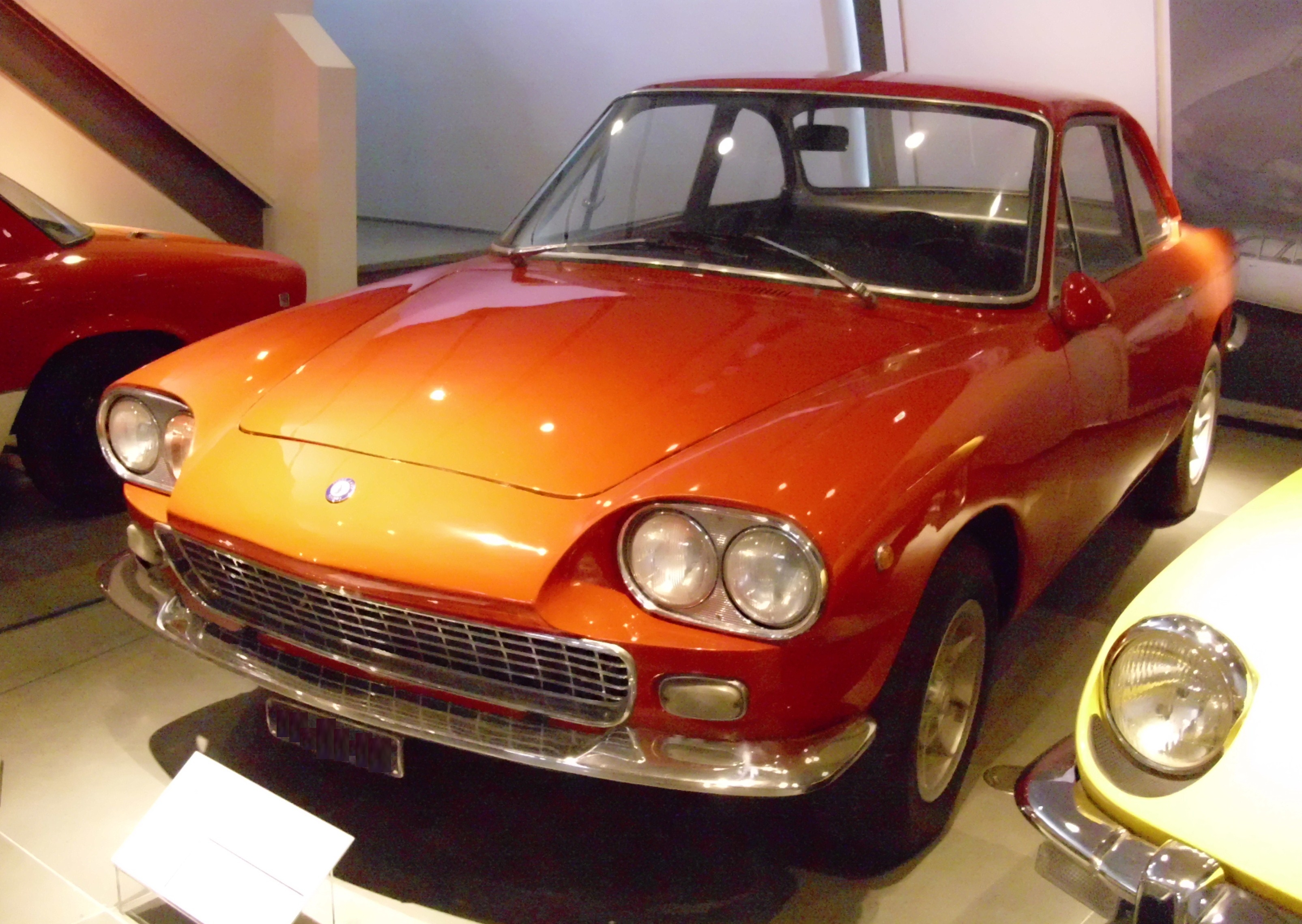
Fiat 1500 TS Siata